# Oliver Ingham
Oliver Ingham, angleški vojaški poveljnik, * 1287, Ellesmere, Shropshire, † 1344.